# 樹梅坑溪
樹梅坑溪位於臺灣北部，為淡水河的支流，全長約12公里，流域分佈於新北市淡水區東南部。其源頭於坪頂里的水尾、吳仔厝一帶，往西南流至妙覺寺附近匯集，續流至竹圍與來自民生里、福德里山區的支流交會，再由臺北捷運竹圍站北側注入淡水河。
樹梅坑溪以往為竹圍地區居民灌溉、飲用的重要水源，河川生態豐富。位於捷運站旁的溪口處有紅樹林，屬於淡水河紅樹林自然保留區的一部分。
樹梅坑溪原為無名小溪，當地人慣稱「大坑溝」，因流經竹圍的「樹梅坑」而得名，據說過去種植許多樹梅，然現在已難找到樹梅的蹤跡。河川的整治、加蓋，以及週邊畜牧業、家庭污水的污染，使得樹梅坑溪失去原來美麗的面貌，樹梅坑溪忽隱若現的流經這片土地：在山邊，它是石頭縫中涓涓流出的渠道；在村落，它被水泥框成一條排水溝；在林立的大廈間，它含納百川—家庭廢水、農業及工廠的汙水；最後穿過淡水河邊主幹道-中正路，從捷運旁的涵洞下，以飽滿氣味的咖啡色，流入淡水河，銜接大海。